# Шарл Малик
Шарл Малик (фр. Charles Habib Malik, арап. شارل مالك) био је либански академик, дипломата и филозоф.

## Биографија
Рођен је 1906. у Либану, у имућној хришћанској породици. Школовао се на америчком универзитету у Бејруту и на Харварду, где је дипломирао филозофију 1937. Радио је као оснивач и први професор катедре за филозофију у Бејруту 1937-45 и поново 1962-76. и као гостујући предавач и професор на више универзитета у САД (укључујући Харвард) и Канади (1960-83).
Служио је као либански представник у Уједињеним нацијама (1946-55), председник Комисије за људска права (1947-48) и председник Генералне скупштине уједињених нација (1958). Био је члан либанске владе, као министар образовања и министар спољних послова (1956-58). Објавио је више радова из теологије. Заслужан је за писање и усвајање Универзалне декларације о људским правима 1948.

## Цитати
"Можете добити сваку битку, али ако изгубите идејни рат, изгубићете рат. Можете изгубити сваку битку, али ако добијете идејни рат, добићете рат. Ваш највећи проблем, бојим се, је што изгледа не добијате идејни рат."